# Boekenfestijn
Het Boekenfestijn was een beurs voor boeken, multimedia en hobby-artikelen, die van 1981 tot en met 2019 heeft bestaan. De beurs duurde vier dagen en was gratis toegankelijk. Het Boekenfestijn werd georganiseerd door De Centrale Boekhandel.

## Locatie
Het Boekenfestijn vond meerdere malen per jaar plaats op verschillende locaties in België en Nederland:
- Ahoy Rotterdam
- Americahal in Apeldoorn
- Antwerp Expo in Antwerpen
- De Beursfabriek in Nieuwegein
- Beursgebouw Eindhoven
- Beurshallen in Brugge
- Brabanthal Leuven
- Brabanthallen 's-Hertogenbosch
- Brussels Expo
- Ethias Arena in Hasselt
- Flanders Expo in Gent
- IJsselhallen in Zwolle
- Jaarbeurs Utrecht
- Kortrijk Xpo
- MECC in Maastricht
- Nekkerhal in Mechelen
- WTC Leeuwarden in Leeuwarden